# Give a Little Bit
"Give a Little Bit" é a canção inicialmente escrito por Roger Hodgson quando este tinha 19 anos - cinco ou seis anos antes de apresentar a musica á banda para gravação, que abre o álbum Even in the Quietest Moments  lançado em 1977 pela banda britânica Supertramp.  Hodgson afirmou que se inspirou na canção dos The Beatles canção “All You Need Is Love”, lançada durante o movimento de paz e amor dos anos 60.  A canção foi lançada como single no mesmo ano e se tornou um dos sucesso internacionais da banda, atingindo a posição número 15 na Billboard Pop Singles Chart. No Reino Unido, alcançou o número 29 no UK Singles Chart. O single foi re-lançado em 1992 para arrecadar fundos para o ITV Telethon, mas sem atingir as expectativas.[carece de fontes?]
Seus créditos de escrita são dados a Roger Hodgson e Rick Davies, embora seja uma composição Hodgson. Hodgson e Davies compartilharam os créditos das canções entre 1974 e 1983, quando Hodgson deixou o Supertramp. A canção é caracterizada pelos tons de toque de violões de 12 cordas, que é acompanhado por um clavinet Hohner através de um alto-falante Leslie.[carece de fontes?]
O baterista Bob Siebenberg contou: "Roger trabalhou em Malibu por um bom tempo nessa composição. Eu podia ouvir a música em quartos e em outros lugares do hotel. Ele tinha a música em uma pequena fita cassete quando entrei na banda, então eu estava bastante familiarizado com a melodia. Nós testávamos várias coisas com o tambor e parecia bem juntá-lo com a tarola... dando-lhe algo quase como uma batida de um trem. Então está tudo na tarola e no bumbo".

## Performance em tabelas musicais
| Chart (1977)               | Posição |
| -------------------------- | ------- |
| UK Singles Chart           | 29      |
| Dutch GfK charts           | 2       |
| Dutch Top 40               | 2       |
| German Singles Chart       | 29      |
| Norwegian Singles Chart    | 9       |
| U.S. Billboard Pop Singles | 15      |